# Pantocsek József
Pantocsek József (Nagyszombat, 1846. október 15. – Tavarnok, 1916. szeptember 4.) orvos, botanikus, algológus, paleobotanikus. Kutatásai a recens és fosszilis kovamoszatok (diatómaföld) vizsgálatára egyaránt kiterjedtek, tudományos eredményeivel nemzetközi hírnevet vívott ki magának. Magyarországon elsőként készített mikroszkópos fényképfelvételeket. Botanikai szakmunkákban nevének rövidítése: „Pant.”.
Pantocsek Leó Valentin (1812–1893) üvegművész unokaöccse.

## Életútja
1869-ben a Göttingeni Egyetemre iratkozott be, majd 1870-től a Bécsi Egyetemen végzett orvosi tanulmányokat. Itt szerezte meg orvosdoktori oklevelét 1875-ben. Ezt követően körorvosként helyezkedett el a császárvárosban, utóbb 1876-tól Tavarnokon volt kör-, majd járásorvos. 1896-ban a pozsonyi városi közkórház igazgató főorvosává nevezték ki, ahol 1914-es nyugdíjazásáig vezette az intézményben folyó gyógyítómunkát.
1913-tól 1916-ig a Magyar Természettudományi Társulat választmányi tagja volt.

## Munkássága
A botanika iránti elhivatottsága már egyetemi tanulmányait megelőzően, az 1860-as évek közepén kibontakozott. Orvosi hivatása mellett szabadidejét élete végéig növénytani, legfőképp algológiai kutatásoknak szentelte, s életműve e vonatkozásban lett maradandó. Több flórakutató tanulmányúton járt, számos új növényfajt írt le. E tekintetben kiemelkedő fél évig tartó 1872-es hercegovinai, montenegrói és dalmáciai botanikai-zoológiai terepmunkája.
Az 1880-as évektől érdeklődése egyre határozottabban a kovamoszatok tanulmányozása felé fordult, s e téren nemzetközileg elismert tudományos eredményeket ért el. A tengerfenék mikroflóráját tanulmányozta Isztriában, Albánia partvidékén, valamint a Ligur-tengerben Cannes és Nizza környékén. Több új kovamoszatfajt írt le a Földközi-tengerből, de a Balaton és a Fertő tó algaflóráját is behatóan tanulmányozta. Algológiai kutatásainak őslénytani irányultságot adott, amikor Magyarország üledékes kőzeteinek fosszilis kovaalgáit kezdte vizsgálni, s leírta hazánk diatómás kőzet-előfordulásait. További fosszilis diatómákat gyűjtött és közölt Ausztria, Csehország, Szlovákia, Németország, Szerbia, Bulgária, Görögország, Olaszország, Spanyolország, Anglia, Dánia, Oroszország, Japán, Új-Zéland és Amerika területéről.
Magyarországon elsőként alkalmazott mikrofotográfiát. Mikroszkópos diatómafényképeivel már az 1885-ös Országos Általános Kiállításon is jelentkezett, 1890-ben pedig aranyérmet is nyert az első magyar amatőr fotografikai kiállításon. Mára nagyrészt elpusztult hagyatéka eredetileg ötezer mikroszkópos diatómapreparátumot foglalt magában. A megmaradt 918 preparátumot az 1970-es években azonosították és katalogizálták.
Egyebek mellett nevét viseli a kovamoszatok közé tartozó Trinacria pantocsekii, a szederféle Rubus pantocsekii, valamint a buzérfélék családjába sorolt Sherardia pantocsekii. Gazdag gyűjteménye a Természettudományi Múzeumba került, de a második világháború végén részben megsemmisült, illetve nagymértékben sérült.

## Főbb művei
- Adnotationes ad floram et faunam Hercegovinae, Crnagorae et Dalmatiae. Pozsony. 1874.
- Beiträge zur Kenntnis der fossilen Bacillarien Ungarns I–III. Nagytapolcsány. 1886–1892.
- Die Bacillarien als Gesteinsbilder und Alsterbestimmer. Wien. 1894.
- 1899 Nyitravármegye flórája. In: Magyarország vármegyéi és városai: Magyarország monografiája – A magyar korona országai történetének, földrajzi, képzőművészeti, néprajzi, hadügyi és természeti viszonyainak, közművelődési és közgazdasági állapotának encziklopédiája. Szerk. Borovszky Samu – Sziklay János. Budapest: Országos Monográfia Társaság. 1896–1914.   → elektronikus elérhetőség Nyitra vármegye
- A balatoni kovamoszatok. Budapest. 1902.
- A Fertő-tó kovamoszatviránya. Pozsony. 1912.